# Babovřesky 3
Babovřesky 3 je český film režiséra Zdeňka Trošky, třetí pokračování filmu Babovřesky. Do kin byl uveden 22. ledna 2015. Sponzoruje ho TV Nova.
Televizní premiéru sledovalo 7. března 2016 na TV Nova 1,302 mil. diváků.

## Obsazení
| Lukáš Langmajer       | Petr Šoustal, přítel Gábiny (bývalý farář)                 |
| Lucie Vondráčková     | Ivanka                                                     |
| Jan Dolanský          | Adam                                                       |
| Veronika Žilková      | starostova žena                                            |
| Pavel Kikinčuk        | starosta Stehlík                                           |
| Lucie Bílá            | cikánka Aranka                                             |
| Tereza Bebarová       | doc. prof. PhDr. Dobromila Dočistilová, CSc.               |
| Tomáš Trapl           | farář Zbigniew Krapuściński                                |
| Jan Kuželka           | hostinský                                                  |
| Radek Zima            |                                                            |
| Petr Polák            |                                                            |
| Pavla Bečková         | Gábina, přítelkyně Petra Šoustala (bývalá jeptiška Glorie) |
| Jana Synková          | drbna Božena Horáčková                                     |
| Jindřiška Kikinčuková | drbna Božena Němcová                                       |
| Jarmila Bursová       | drbna Jarmila                                              |
| Jana Altmannová       | drbna Anna                                                 |
| Růžena Havlová        | drbna Borovková                                            |
| Anastázie Perlíková   | drbna Zina                                                 |
| Jaroslava Ulrichová   | drbna Jaroslava                                            |
| Jiří Pecha            | dědek Venda Borovka, manžel drbny Borovkové                |
| Hana Nigrínová        | členka KSČ                                                 |
| Julie Sičáková        | členka KSČ                                                 |
| Bronislav Kotiš       | kontrolor z ministerstva Dobromil Dočistil zvaný Dodo      |

## Děj
Glorie po vzoru Petra Šoustala vystupuje z řádu a spolu se nastěhují do nové bytovky, kde spolu začínají žít. Adam je po celou dobu v zahraničí a Petr se stává šéfem pobočky firmy, jíž ve vile po Trůdě budují.
Do vesnice přijíždí nový farář, který je seniorkám zcela lhostejný a chovají k němu jistou dávku nenávisti. Na mši už nechodí, nechodí ani ke zpovědi.
Kluci Jirka, Robert a Karel si "pojistí" svoje holky, vnučky zdejších seniorek. Těm se to zásadně nelíbí. Babka Božena Němcová hnala milého nastávajícího přes celou ves s řeznickým nožem, babka Jarmila roztrhala svoji poslední vůli a začala sepisovat novou, kde odkázala všechen majetek kostelu. Božena Horáčková se rozhodla, že svoji vnučku vydědí. Kluci i se starostou, kterého Horáčková znemožnila před Dobromilem Dočistilem, vyhlásí seniorkám válku.
Vesničtí dají do kupy starou stříkačku, což se rozhodne starosta oslavit slavnostním zapálením brány. Starostovu manželku napadne, že by mohli přijmout nové členy, Adama a Petra Šoustala, a že by jim diplom mohl předat někdo jako třeba Dobromil Dočistil. Pozvou ho a pozvou i jeho manželku, jejíž matka nedávno zemřela na Sahaře. Starosta dostane nápad, jak se drben zbavit nadobro - pošle je na dovolenou a bude doufat, že se nevrátí. Začne se k seniorkám chovat slušně a kupuje jim dárky, aby si je naklonil.
Dodo dorazí sám, ale brzy na to přijede i jeho manželka Dobromila, která si vesnici oblíbí, ale především jejího starostu Stehlíka, který ji okouzlí. Večer holdují uršulum proti šakalům (bylinný likér) a ráno přichází slavnostní zapálení brány. Akce skončí sice popraskem, ale starosta si z toho nic nedělá. Stehlík řekne Dobromile, že by mohli babky poslat na dovolenou k moři, ta mu vyhoví. Zájezd do Turecka poskytne a Stehlík jej objedná.
Seniorky odjedou do Turecka k moři. Dovolenou si užívají a vyhrají potapěčský kurz. V moři se ztratí a jsou nezvěstné, z čehož má Karel Stehlík radost, protože mu plán vyšel.
O devět měsíců později, když už vnučky babek mají novorozené děti, se babky vynoří z obecního rybníka. Film končí větou babky Jarmily: ,,Zaplať pánbůh zase doma."